# Ein verborgenes Leben – The Secret Scripture
Ein verborgenes Leben – The Secret Scripture (Originaltitel: The Secret Scripture) ist ein irisches Filmdrama von Jim Sheridan, das auf dem Roman Ein verborgenes Leben von Sebastian Barry aus dem Jahr 2008 basiert. Der Film feierte im Rahmen des Toronto International Film Festivals im September 2016 seine Premiere.

## Handlung
Die hochbetagte Roseanne McNulty ist seit Jahrzehnten in einer irischen Nervenheilanstalt untergebracht. Da das Anstaltsgebäude vor dem Abriss steht, werden die Patienten entweder in andere Einrichtungen verlegt oder ins normale Leben entlassen. Als externer Gutachter soll der aus derselben Gegend stammende Dr. Stephen Grene eine Empfehlung über das weitere Vorgehen in Roseannes Fall aussprechen. Auf den Seiten einer alten Bibel hat sie bereits vor Jahren ihr früheres Leben und die Umstände ihrer Einweisung in die Psychiatrie festgehalten. Dr. Grene entdeckt starke Diskrepanzen zwischen diesen Aufzeichnungen und ihrer offiziellen Krankenakte. Das Ende des Films führt die beiden Zeitebenen zusammen und enthüllt eine tiefergehende Beziehung zwischen den beiden Protagonisten.

## Produktion

### Literarische Vorlage

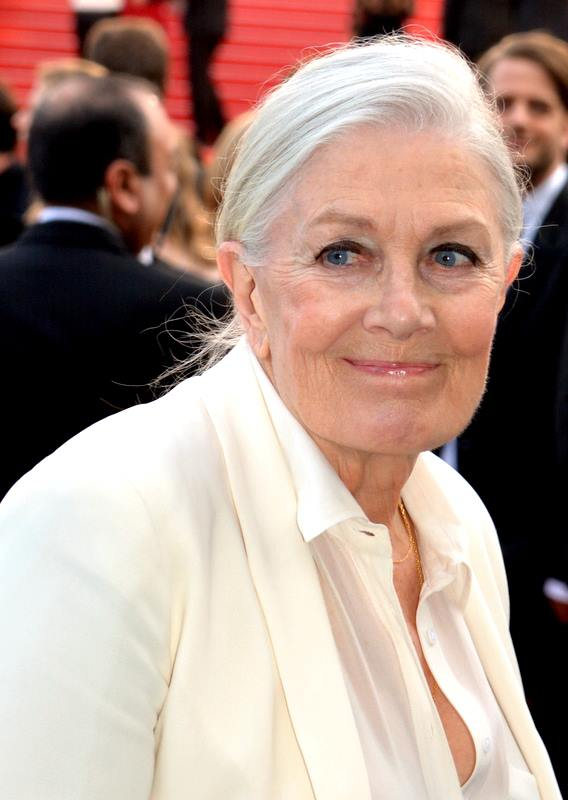
Vanessa Redgrave spielt im Film die gealterte Roseanne McNulty

Der Roman The Secret Scripture von Sebastian Barry aus dem Jahr 2008 diente dem Film als literarische Vorlage. Im Jahr 2009 erschien eine deutsche Übersetzung mit dem Titel Ein verborgenes Leben. Der Roman wurde von einer Geschichte inspiriert, die Barrys Mutter ihm einmal über eine Verwandte erzählte: „Wir fuhren durch Sligo, und meine Mutter zeigte auf eine Hütte und sagte mir, dort habe die erste Frau meines Großonkels gelebt, bevor sie von ihrer Familie in eine Irrenanstalt gesteckt wurde. Sie konnte mir nicht mehr über sie erzählen, als dass sie schön war. Einmal hörte ich meinen Großvater über sie sagen, dass sie nicht gut war. Das war es, was von ihr im Gedächtnis geblieben war und die Gerüchte um ihre Schönheit. Sie blieb namenlos […] Ich fühlte, dass es als Romancier geradezu meine Pflicht war, sie zurück zu holen.“ Der Roman ist eng mit dem früheren Werk von Barry verknüpft, besonders mit The Whereabouts of Eneas Mcnulty, wobei die titelgebende Figur ein Schwager von Roseanne McNulty ist.

### Stab und Besetzung
Regie führte Jim Sheridan, der gemeinsam mit Johnny Ferguson auch Barrys Roman adaptierte und als einer der Produzenten des Films fungierte.
Im Januar 2014 wurde bekannt, dass Vanessa Redgrave im Film eine Rolle übernimmt. Sie spielt im Film Roseanne McNulty als alte Dame. In jungen Jahren wird Roseanne von Rooney Mara gespielt. Sie ersetzte Jessica Chastain, die ursprünglich für diese Rolle vorgesehen war. Eric Bana ist im Film als Dr. Grene zu sehen, Adrian Dunbar als Dr. Hart, Susan Lynch als Nurse, Theo James übernahm die Rolle von Father Gaunt, der irische Schauspieler Aidan Turner die von Jack Conroy und der ebenfalls aus Irland stammende Jack Reynor spielt Michael McNulty. In einer weiteren Rolle ist Tom Vaughan-Lawlor zu sehen.

### Dreharbeiten und Filmmusik
Die Dreharbeiten haben im Januar 2015 in Dublin begonnen und fanden dort an den Stränden von Dollymount und Portrane statt. Für eine hier gedrehte Szene, in der Mara ins Wasser geht, wurde ein Stuntdouble eingesetzt, das für sie in die Fluten tauchte. Im Februar 2015 wurden die Dreharbeiten in Inistioge im County Kilkenny fortgeführt und am 6. März 2015 beendet.
Im August 2015 wurde bestätigt, dass Brian Byrne die Arbeiten an der Filmmusik übernehmen wird. Byrne war für seine Arbeit am Film Albert Nobbs für einen Golden Globe nominiert worden und hatte mit Sheridan bereits für den Film In America als Dirigent zusammengearbeitet. Byrne kündigte an, dass ein von ihm geschriebenes Lied, das von Kelly Clarkson eingesungen wurde, auf dem Soundtrack zum Film enthalten sein soll.

### Marketing und Veröffentlichung
Im Januar 2016 wurden erste Bilder von Rooney Mara und Jack Reynor in ihren Rollen veröffentlicht.
Im Rahmen der Berlinale 2014 fing Voltage Pictures damit an, die Filmrechte zu verkaufen. Im November 2014 hatte sich Relativity Media die Vertriebsrechte für den US-amerikanischen Markt gesichert, allerdings wurde der Vertriebspartner im Mai 2016 gewechselt.
Der Film feierte am 10. September 2016 im Rahmen des Toronto International Film Festivals seine Premiere. Im Oktober 2016 wurde der Film im Rahmen des London Film Festivals vorgestellt.
Am 24. März 2017 kam der Film in die Kinos in Irland und am 19. Mai 2017 in die Kinos im Vereinigten Königreich.

## Auszeichnungen
Irish Film and Television Awards 2017
- Nominierung als Bester Spielfilm
- Nominierung als Bester Director Film (Jim Sheridan)
- Nominierung für den Besten Schnitt (Dermot Diskin)
- Auszeichnung für die Beste Filmmusik (Brian Byrne)
- Auszeichnung für die Beste Ausstattung (Derek Wallace)[17][18]